# Esther van Berkel
Esther van Berkel (Veghel, 31 augustus 1990) is een Nederlandse volleyballer.
Van Berkel is passer/loper en komt sinds 2014 uit voor het eerste damesteam van Saint-Cloud Paris SF. Van 2010 tot 2014 kwam ze uit voor Sliedrecht Sport. Met dit team veroverde zij in 2012 zowel de landstitel als de nationale beker en in 2013 wederom de landstitel.
Van Berkel zit op senioren niveau bij de voorselectie van het nationaal team voor de internationale toernooien in 2013. Op 10 mei 2013 maakte zij haar interlanddebuut in de oefenwedstrijd tegen België,
Van Berkel begon op 6-jarige leeftijd met volleybal en kwam eerder uit voor Skunk, Saturnus, VVC, VC Weert, Nesselande en de selecties van Jeugd Oranje en Jong Oranje.  

## Clubs
| Club             | Land      | van     | tot     |
| ---------------- | --------- | ------- | ------- |
| VC Weert         | NED       |         | 2007/08 |
| VC Nesselande    | NED       | 2008/09 | 2009/10 |
| Sliedrecht Sport | NED       | 2010/11 | 2013/14 |
| Stade Français   | FRA       | 2014/15 | 2015    |
| 1. VC Wiesbaden  | Duitsland | 2015/16 | 2016    |